# Polární soustava souřadnic
Polární soustava souřadnic je taková soustava souřadnic v rovině, u které jedna souřadnice (označovaná {\displaystyle r}) udává vzdálenost bodu od počátku souřadnic, druhá souřadnice (označovaná {\displaystyle \varphi }) udává úhel spojnice tohoto bodu a počátku od zvolené osy ležící v rovině (nejčastěji jí odpovídá osa {\displaystyle x} kartézských souřadnic).

Souřadnicová síť v polárních souřadnicích

Bod v polární soustavě souřadnic

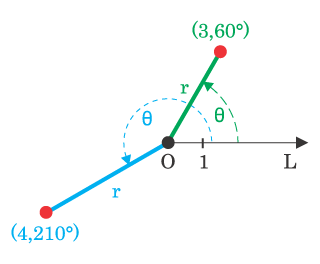
Ukázka dvou bodů v polárních souřadnicích: a

Ukázka převodu polárních souřadnic [r; φ] na kartézské [x; y

Polární soustava souřadnic je vhodná v případech takových pohybů, při nichž se nemění vzdálenost tělesa od jednoho bodu (počátku souřadnic), například u pohybu po kružnici, případně se tato vzdálenost mění s nějakou jednoduchou závislostí.

## Transformace
Transformace polárních souřadnic na kartézské:

{\displaystyle x=r\cos {\varphi }\,}

{\displaystyle y=r\sin {\varphi }\,}

Převod kartézských souřadnic na polární:

{\displaystyle r={\sqrt {x^{2}+y^{2}}}}

{\displaystyle \varphi =\operatorname {arctg} \left({\frac {y}{x}}\right)}

Tato převodní funkce však funguje jen na intervalu {\displaystyle \varphi \in \langle 0,{\frac {\pi }{2}}\rangle } - pro jiné intervaly bychom museli změnit znaménko funkce arctg(x). Abychom mohli popsat inverzi pro daný úhel na celém jeho definičním intervalu, bývá často používána funkce arctg2(y,x) definovaná jako
{\displaystyle \operatorname {arctg2} (y,x)=\left\{{\begin{matrix}\operatorname {arctg} \left({\frac {y}{x}}\right),\ \ \ \ \ \ &{\mbox{je-li }}(x>0)\wedge (y>0),\\\operatorname {arctg} \left({\frac {y}{x}}\right)+\pi ,\ &{\mbox{je-li }}(x<0),\ \ \ \ \ \ \ \ \ \ \ \ \ \\\operatorname {arctg} \left({\frac {y}{x}}\right)+2\pi ,&{\mbox{je-li }}(x>0)\wedge (y<0),\\\end{matrix}}\right.}
Převod kartézských souřadnic na polární má potom zápis:
{\displaystyle r={\sqrt {x^{2}+y^{2}}}}

{\displaystyle \varphi =\operatorname {arctg2} \left(y,x\right)}

## Vlastnosti
Jedná se o ortogonální soustavu souřadnic s Lamého koeficienty
{\displaystyle h_{r}=1\quad h_{\varphi }=r}.
Délka infinitesimální úsečky se spočte jako
{\displaystyle \mathrm {d} s^{2}=\mathrm {d} r^{2}+r^{2}\mathrm {d} \varphi ^{2},}
tedy délka křivky obecně jako
{\displaystyle \int _{t_{1}}^{t_{2}}{\sqrt {\left({\frac {\mathrm {d} r(t)}{\mathrm {d} t}}\right)^{2}+r^{2}\left({\frac {\mathrm {d} \varphi (t)}{\mathrm {d} t}}\right)^{2}}}\mathrm {d} t,}
kde t je parametr dané křivky a s je její délka od {\displaystyle t_{1}} do {\displaystyle t_{2}}.
Obsah infinitesimálního elementu plochy spočteme jako
{\displaystyle \mathrm {d} S=r\mathrm {d} r\mathrm {d} \varphi ,}
takže celkový obsah spočteme integrací tohoto výrazu přes danou oblast vyjádřenou v polárních souřadnicích.
Christofelovy koeficienty Levi-Civitovy konexe generované Euklidovskou metrikou jsou dány vztahy
{\displaystyle {\Gamma ^{r}}_{rr}={\Gamma ^{\varphi }}_{\varphi \varphi }={\Gamma ^{r}}_{r\varphi }={\Gamma ^{r}}_{\varphi r}={\Gamma ^{\varphi }}_{rr}=0}
{\displaystyle {\Gamma ^{\varphi }}_{\varphi r}={\Gamma ^{\varphi }}_{r\varphi }={\frac {1}{r}}}
{\displaystyle {\Gamma ^{r}}_{\varphi \varphi }=-r}

## Diferenciální operátory v polárních souřadnicích
{\displaystyle \nabla f={\partial f \over \partial r}{\boldsymbol {\hat {r}}}+{1 \over r}{\partial f \over \partial \varphi }{\boldsymbol {\hat {\varphi }}}}
{\displaystyle \nabla \cdot \mathbf {A} ={1 \over r}{\partial \left(rA_{r}\right) \over \partial r}+{1 \over r}{\partial A_{\varphi } \over \partial \varphi }}
{\displaystyle \Delta f=\nabla ^{2}f={1 \over r}{\partial  \over \partial r}\left(r{\partial f \over \partial r}\right)+{1 \over r^{2}}{\partial ^{2}f \over \partial \varphi ^{2}}}
{\displaystyle \Delta \mathbf {A} =\left(\Delta A_{r}-{A_{r} \over r^{2}}-{2 \over r^{2}}{\partial A_{\varphi } \over \partial \varphi }\right){\boldsymbol {\hat {r}}}+\left(\Delta A_{\varphi }-{A_{\varphi } \over r^{2}}+{2 \over r^{2}}{\partial A_{r} \over \partial \varphi }\right){\boldsymbol {\hat {\varphi }}}}